# 7103 Wichmann
7103 Wichmann este un asteroid din centura principală, descoperit pe 7 aprilie 1953, de Karl Reinmuth.